# سنجابية محيطة بالمسال
السنجابية المحيطة بالمسال أو الرمادية المحيطة بالمسال (واختصارا PAG وتعرف كذلك بالسنجابية المركزية) هي نواة تلعب دورا حاسما في وظيفة الجهاز العصبي الذاتي، سلوك التحفير وسلوكات الاستجابة لمنبهات مهدِّدة. كما أنها مركز التحكم الأولي لتعديل الألم النازل. تملك خلايا منتجة للإنكيفالين الذي يثبط الألم.
السنجابية المحيطة بالمسال هي المادة الرمادية المتواجدة حول المسال المخي في السقيفة في الدماغ المتوسط. وتمتد إلى نواة الرفاء ماغنوس، وتحتوي كذلك على سُبُلٍ ذاتية نازلة. ترسل ألياف الألم الصاعد والحرارة الخاصة بالسبيل النخاعي المهادي معلومات إلى السنجابية المحيطة بالمسال عبر السبيل النخاعي السقيفي (وسمي كذلك لأن الألياف تبدأ في العمود الفقري وتنتهي في السنجابية المحيطة بالمسال، في الدماغ المتوسط).
تُستخدم هذه المنطقة كهدف لزراعات تحفيز الدماغ لدى المرضى المصابين بألم مزمن.

## معرض صور

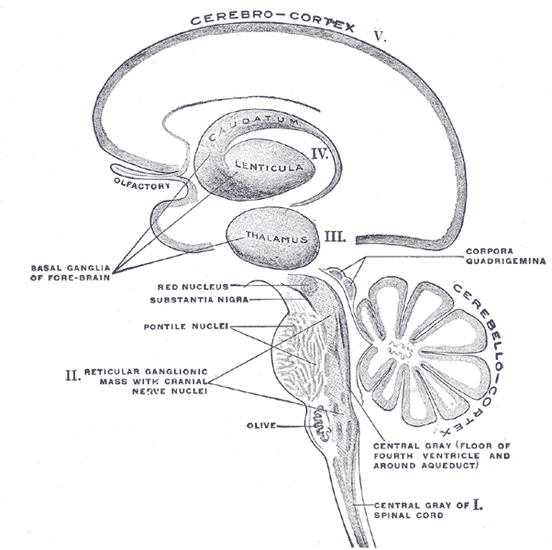
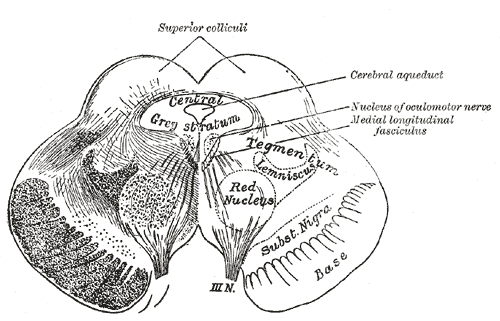
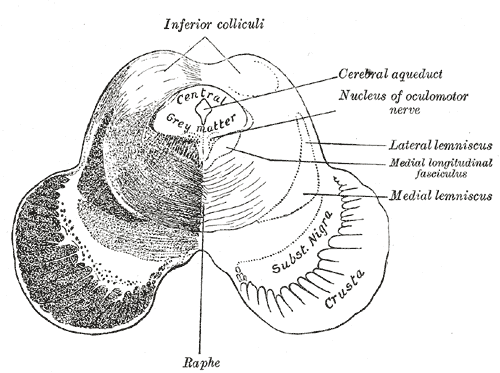